# تشوخور يورد (غربي أردبيل)
تشوخور یورد (بالفارسية: چوخور یورد) هي منطقة سكنية تقع في إيران في قسم الغربي الريفي.